# Герб Абхазької АРСР

Герб РСР Абхазія 1921–1925 рр.

Герб Радянської Соціалістичної Республіки Абхазія — державний символ Абхазької АРСР.
У серпні 1924 року герб і прапор РСР Абхазія були послані на перегляд в ЗакЦВК і в ЦВК СРСР, а в листопаді 1924 року ЦВК РСР Абхазії затвердив Державний герб і прапор Радянської Соціалістичної Республіки Абхазії (ССРА). Ці ж герб і прапор РСР Абхазії без змін знов були затверджені на Третьому Всеабхазькому з'їзді Рад 26 березня — 1 квітня 1925 року в місті Акуа (Сухумі), під час ухвалення Конституції РСР Абхазії 1925 року.

## Опис
Герб складається із зображення золотих серпа і молота на тлі пейзажу Абхазії з написом на абхазькій мові — «РСР Апсни» (тобто «РСР Абхазія»). У верхній частині зображена червона п'ятипроменева зірка в променях Сонця. Герб обрамлений орнаментом, що зображає вінок з кукурудзи, тютюну і винограду, і оточений червоною облямівкою з написом на абхазькій мові: «Апролетарцеа атеилакуа зегьи рфи ікоу, шефєїдишекил!» (тобто «Пролетарі всіх країн, єднайтесь!»).